# Сходи тролів
62°27′25″ пн. ш. 7°40′24″ сх. д. / 62.45694444° пн. ш. 7.67333333° сх. д.
Сходи тролів (норв. Trollstigen) — одне з найпопулярніших і найвідвідуваніших туристичних місць в Норвегії. Знаходиться в північній частині західної Норвегії (Вестланн).

## Опис
Сходи тролів є частиною норвезької національної дороги RV63, що з'єднує міста Ондалснес (норв. Åndalsnes) в комуні Реума (норв. Rauma) і Валлдал (норв. Valldal) в комуні Нордаль (норв. Norddal) в адміністративний поділ Норвегії Мере-ог-Ромсдал.
Ця дорога була відкрита королем Хоконом VII 31 липня 1936 року після 8 років будівництва. Навіть у наші дні Сходи тролів може служити прикладом інженерного та конструкторського мистецтва. Дорога під час підйому робить 11 різких поворотів, кут підйому іноді становить 9%. Приблизно на середині підйому знаходиться міст через водоспад Стігфоссен (норв. Stigfossen). На верхній точці дороги (858 метрів над рівнем моря) є велика автостоянка і безліч сувенірних крамничок, кафе. У декількох хвилинах ходьби від автостоянки розташований оглядові майданчики, з яких відкривається вид на Сходи тролів і на водоспад Стігфоссен, висота якого становить 180 метрів.
Місцями ширина дороги не перевищує 3,3 метра, тому проїзд машин, довжина яких більше, ніж 12,4 метра, заборонено.
В осінньо-зимовий період Сходи тролів закриті для проїзду. Зазвичай ця ділянка дороги відкривається у другій половині травня і закривається в жовтні, але, залежно від погодних умов, ці дати можуть зсуватися. Влітку 2005 року на дорозі проведені ремонтні роботи, в ході яких на захист від каменепадів та для підвищення безпеки автомобілістів  витрачено близько 16 млн норвезьких крон.
Влітку 2024 року дорога була зачинена на реконструкію, але в червні 2025 знов відкрита для відвідування.